# Кизань
Кизань — посёлок в Приволжском районе Астраханской области России. Входит в состав Татаробашмаковского сельсовета.

## География
Посёлок находится в юго-восточной части Астраханской области, на правом берегу рукава Кизань дельты реки Волги, на расстоянии примерно 18 километров (по прямой) к юго-востоку от посёлка Началово, административного центра района. Абсолютная высота — 24 метра ниже уровня моря.
Климат умеренный, резко континентальный. Характеризуется высокими температурами летом и низкими — зимой, малым количеством осадков, а также большими годовыми и летними суточными амплитудами температуры воздуха.

## История
В «Списке населенных мест Российской империи» 1859 года Кизань упомянута как казённый рыбный завод Астраханского уезда (2-го стана) при реке Кизань, расположенный в 15 верстах от губернского города Астрахани. В Кизане имелся один двор и проживало 3 человека (2 мужчины и 1 женщина).
В 1969 г. указом президиума ВС РСФСР поселок Кизанского рыбоводного завода переименован в Кизань.

## Население
| 2002 | 2010 |
| ---- | ---- |
| 79   | ↗92  |

По данным Всероссийской переписи, в 2010 году численность населения посёлка составляла 92 человека (41 мужчина и 51 женщина). Согласно результатам переписи 2002 года, в национальной структуре населения русские составляли 76 %.
| Национальность | Численность (2010) | Процент |
| -------------- | ------------------ | ------- |
| Русские        | 74                 | 80,4%   |
| Татары         | 12                 | 13%     |
| Не указана     | 6                  | 6,5%    |
| Всего          | 92                 | 100%    |

## Улицы
Уличная сеть посёлка состоит из 3 улиц: Бэра, Врасского и Прудовой.